# Ron Zacapa Centenario
Il Ron Zacapa Centenario è un rum guatemalteco prodotto dalla Licorera Zacapanenca S.A. di Zacapa. Dal 2008 è distribuito da Diageo.

## Storia
Venne prodotto per la prima volta nel 1976 per celebrare il centenario della fondazione della città di Zacapa in Guatemala.

## Caratteristiche
Lo Zacapa Centenario è un particolare rum agricolo: diversamente dai rum industriali (che utilizzano la melassa di canna da zucchero), è prodotto dalla fermentazione e distillazione del miel virgen, ossia puro succo di canna da prima concentrato e poi diluito per raggiungere un giusto grado Brix necessario alla fermentazione. È invecchiato secondo il sistema solera che prevede la miscelazione di rum con diverso grado di invecchiamento in più botti di rovere che precedentemente ospitavano bourbon, sherry e porto. Il Centenario è quindi costituito dalla miscela di rum sino a 25 anni di invecchiamento che avviene presso la cantina di Quetzaltenango a 2300 metri di altitudine.

## Varietà
- Ron Zacapa centenario 15 - con gradazione alcolica del 40%, contiene rum invecchiati sino a 15 anni
- Ron Zacapa centenario 23 - con gradazione alcolica del 40%, contiene rum invecchiati sino a 23 anni
- Ron Zacapa centenario 23 Etiqueta Negra - edizione speciale prodotta in quantità limitata, con gradazione alcolica del 43%, contiene rum invecchiati sino a 23 anni
- Ron Zacapa centenario XO - con gradazione alcolica del 40%, contiene rum invecchiati sino a 25 anni

## Premi
Il rum Zacapa Centenario ha vinto dal 1998 al 2001 l'International Rum Festival Tasting Competition ed ha ottenuto un punteggio di 98/100 dagli assaggiatori del Beverage Tasting Institute di Chicago.

## Zacapa cocktails
Il rum più adatto per la preparazione di cocktail è lo Zacapa Centenario 15.

### Zacapa Mojito
- 2 dosi di Ron Zacapa Centenario 15 anni
- Succo di due limoni
- 2 cucchiaini di zucchero di canna
- Foglie di menta

Agitare e servire in un tumbler con ghiaccio e decorare con le foglie di menta. Aggiungere opzionalmente della soda.

### Honey Martini
- 2,5 dosi di Ron Zacapa Centenario 15 anni
- 1 cucchiaino di miele
- Succo di mezzo limone

Agitare con ghiaccio e servire in una coppetta di tipo Martini.